# Mallávi
Mallávi, (másképpen Mallawi) egy egyiptomi város.
Afrikában, a Nílus nyugati partján fekszik Mallávi település. A vidéki Mallávi hagyományait megőrizte. Piacai, kalapos és szabó műhelyei ismertek, mészárszékei és magtárai nyitottak. A város kis múzeuma híres, amit érdemes felkeresni. A múzeumot 2013-ban kifosztották, és három év után 2016-ban nyitották meg újra. A múzeumban művelődhetünk Hermopolisz Magnáról, a bersai nekropoliszról és Tell el-Amárnaról. Hermopolisz Magna, Hmunu maradványai Mallawi várostól körülbelül húsz kilóméterre, az Ibráhimijja-csatorna szomszédságában található. Teológiai elméletük szerint itt volt egy őshalom, ezen a helyen nyolc isten létrehozott egy tojást, abból kelt ki a Nap, a világot megteremtette. A nyolc isten négy békaalakú férfi és négy kígyóalakú nő volt. Hmunu azt jelenti "A Nyolcak Városa". A kopt Smun és az arab el-Asmúnein nevek származnak a szóból.
Malláviitól közelíthető meg Ehnaton fáraó egykori fővárosa, Tell el-Amárna. Maradványai kettő és fél kilóméteren fekszenek a folyó mellett. Mallávi két kilóméterre található a folyótól.